# Tendinite del bicipite
Per  tendinite del bicipite  in campo medico, si intende l'infiammazione del tendine del muscolo bicipite brachiale.

## Eziologia
La causa di tale infiammazione è da riscontrarsi in una stimolazione eccessiva tramite attività, specialmente reiterative del bicipite o della spalla.

## Sintomatologia
I sintomi e i segni clinici presentano forti dolori alla spalla, con aumento dello stesso sotto sforzo.

## Trattamento
Innanzitutto riposo della persona soggetta da tale infiammazione con assunzione di FANS e RICE, farmaci specifici. Viene trattata anche con mezzi di pronto soccorso, quali impacchi di ghiaccio, fasciatura e costrizione del braccio affetto ad una posizione elevata rispetto al resto del corpo.